# Bert I. Gordon
Bert Ira Gordon (Kenosha, 24 settembre 1922 – Los Angeles, 8 marzo 2023) è stato un regista, sceneggiatore e produttore cinematografico statunitense.

## Biografia
Dopo aver studiato all'università del Wisconsin, produsse diverse pubblicità e serie televisive, entrò nell'industria cinematografica come produttore e regista di film di fantascienza e d'exploitation. Tra i suoi film più famosi, Village of the Giants (1965) e La bambola di pezza (1966).
Spesso realizzò personalmente gli effetti speciali per i suoi film, con la collaborazione della moglie Flora.
Sua figlia Susan è stata un'attrice.

## Filmografia

### Regista
- King Dinosaur (1955)
- Beginning of the End (1957)
- The Cyclops (1957)
- I giganti invadono la Terra (The Amazing Colossal Man) (1957)
- Attack of the Puppet People (1958)
- War of the Colossal Beast (1958)
- La vendetta del ragno nero (Earth vs the Spider) (1958)
- The Boy and the Pirates (1960)
- Delitto del faro (Tormented) (1960)
- Famous Ghost Stories (1961) - Film TV
- La spada magica (The Magic Sword) (1962)
- Take Me to Your Leader - cortometraggio TV (1964)
- Village of the Giants (1965)
- La bambola di pezza (Picture Mommy Dead) (1966)
- How to Succeed with Sex (1970)
- Il potere di Satana (Necromancy) (1972)
- Mad Bomber - L'uomo sputato dall'inferno (The Mad Bomber) (1973)
- Il cibo degli dei (The Food of the Gods) (1976)
- L'impero delle termiti giganti (Empire of the Ants) (1977)
- Burned at the Stake (1981)
- Let's Do It! (1982)
- Una donna, una preda (The Big Bet) (1985)
- Ritratto in rosso (Satan's Princess) (1989)
- Secrets of a Psychopath (2015)